# Péricardiocentèse
La péricardocentèse, ou péricardiocentèse, est une technique médicale qui consiste à réaliser une ponction de liquide péricardique de manière transthoracique. Elle peut être réalisée comme un traitement d"urgence ou bien comme moyen diagnostic.

## Protocole
L'acte est réalisé à l'aide d'un guidage échographique, sauf en cas d'urgence vitale, comme lors d'une tamponnade cardiaque chez l'humain.
Chez le chien et le chat, la ponction est réalisée dans le quatrième espace intercostal droit, au niveau du tiers inférieur, après rasage et désinfection chirurgicale. L'animal est vigile, debout, et relié à un électrocardiogramme. Un maximum de liquide est prélevé en plusieurs fois, à l'aide d'un robinet trois voies.

## Complications
Parmi les complications possibles, figurent la ponction intracardiaque, l'hémothorax, le pneumothorax, l'altération d'artères du coeur et des troubles du rythme ventriculaire.